# Whittlesea
Whittlesea este un oraș din provincia Eastern Cape, Africa de Sud.